# Lijst van Belgische ministers van Wetenschapsbeleid
Dit is een lijst van Belgische ministers en staatssecretarissen van Wetenschapsbeleid.

## Lijst
| Nr.                                            | Minister/Staatssecretaris | Minister/Staatssecretaris         | Partij | Partij      | Begin             | Einde             | Regering(en)                        | Titel en Bevoegdheid |
| ---------------------------------------------- | ------------------------- | --------------------------------- | ------ | ----------- | ----------------- | ----------------- | ----------------------------------- | --- |
| 1                                              |                           | Théo Lefèvre (1914-1973)          |        | CVP         | 25 april 1961     | 28 juli 1965      | Lefèvre                             | Eerste minister belast met de Coördinatie van het Wetenschapsbeleid                                                                                           |
| 2                                              |                           | Pierre Harmel (1911-2009)         |        | PSC         | 28 juli 1965      | 19 maart 1966     | Harmel                              | Eerste minister belast met de Coördinatie van het Wetenschapsbeleid                                                                                           |
| 3                                              |                           | Paul Vanden Boeynants (1919-2001) |        | PSC         | 19 maart 1966     | 17 juni 1968      | Vanden Boeynants I                  | Eerste minister belast met de Coördinatie van het Wetenschapsbeleid                                                                                           |
| (1)                                            |                           | Théo Lefèvre (1914-1973)          |        | CVP         | 17 juni 1968      | 26 januari 1973   | G. Eyskens IV en V                  | Minister belast met Wetenschapsbeleid en -programmatie (tot 21 januari 1972) Staatssecretaris voor Wetenschapsbeleid en -programmatie (vanaf 21 januari 1972) |
| 4                                              |                           | Charles Hanin (1914-2012)         |        | PSC         | 26 januari 1973   | 25 april 1974     | Leburton                            | Minister van Wetenschapsbeleid |
| 5                                              |                           | Gaston Geens (1931-2002)          |        | CVP         | 25 april 1974     | 3 juni 1977       | Tindemans I, II en III              | Staatssecretaris voor Wetenschapsbeleid (tot 8 december 1976) Minister van Wetenschapsbeleid (vanaf 8 december 1976)                                          |
| 6                                              |                           | Rik Vandekerckhove (1932-1990)    |        | VU          | 3 juni 1977       | 3 april 1979      | Tindemans IV en Vanden Boeynants II | Minister van Wetenschapsbeleid |
| 7                                              |                           | Lucien Outers (1924-1993)         |        | FDF         | 3 april 1979      | 16 januari 1980   | Martens I                           | Minister van Wetenschapsbeleid |
| 8                                              |                           | Georges Gramme (1926-1985)        |        | PSC         | 23 januari 1980   | 18 mei 1980       | Martens II                          | Minister van Wetenschapsbeleid |
| 9                                              |                           | José Desmarets (1925-2019)        |        | PSC         | 18 mei 1980       | 22 oktober 1980   | Martens III                         | Minister van Wetenschapsbeleid |
| 10                                             |                           | Philippe Maystadt (1948-2017)     |        | PSC         | 22 oktober 1980   | 28 november 1985  | Martens IV, M. Eyskens en Martens V | Minister van Wetenschapsbeleid |
| 11                                             |                           | Guy Verhofstadt (1953)            |        | PVV         | 28 november 1985  | 9 mei 1988        | Martens VI en VII                   | Minister van Wetenschapsbeleid |
| 12                                             |                           | Louis Bril (1939)                 |        | PVV         | 28 november 1985  | 9 mei 1988        | Martens VI en VII                   | Staatssecretaris voor Wetenschapsbeleid |
| 13                                             |                           | Hugo Schiltz (1927-2006)          |        | VU          | 9 mei 1988        | 29 september 1991 | Martens VIII                        | Minister van Wetenschapsbeleid |
| 14                                             |                           | Louis Tobback (1938)              |        | SP          | 9 mei 1988        | 7 maart 1992      | Martens VIII, IX                    | Minister van Nationale Wetenschappelijke en Culturele Instellingen                                                                                            |
| 15                                             |                           | Marcel Colla (1943)               |        | SP          | 9 mei 1988        | 16 januari 1989   | Martens VIII                        | Staatssecretaris voor Wetenschapsbeleid |
| 16                                             |                           | Pierre Chevalier (1952)           |        | SP          | 16 januari 1989   | 18 januari 1990   | Martens VIII                        | Staatssecretaris voor Wetenschapsbeleid |
| 17                                             |                           | Erik Derycke (1949)               |        | SP          | 18 januari 1990   | 7 maart 1992      | Martens VIII en IX                  | Staatssecretaris voor Wetenschapsbeleid (tot 29 september 1991) Adjunct-minister voor Wetenschapsbeleid (vanaf 29 september 1991)                             |
| 18                                             |                           | Wivina Demeester (1943)           |        | CVP         | 29 september 1991 | 21 januari 1992   | Martens IX                          | Minister van Wetenschapsbeleid |
| 19                                             |                           | Wilfried Martens (1936-2013)      |        | CVP         | 21 januari 1992   | 7 maart 1992      | Martens IX                          | Eerste minister belast met Wetenschapsbeleid |
| 20                                             |                           | Jean-Maurice Dehousse (1936-2023) |        | PS          | 7 maart 1992      | 23 december 1994  | Dehaene I                           | Minister van Wetenschapsbeleid |
| 21                                             |                           | Michel Daerden (1949-2012)        |        | PS          | 23 december 1994  | 23 juni 1995      | Dehaene I                           | Minister van Wetenschapsbeleid |
| 22                                             |                           | Yvan Ylieff (1941)                |        | PS          | 23 juni 1995      | 12 juli 1999      | Dehaene II                          | Minister van Wetenschapsbeleid |
| 23                                             |                           | Rudy Demotte (1963)               |        | PS          | 12 juli 1999      | 8 april 2000      | Verhofstadt I                       | Minister van Wetenschappelijk Onderzoek |
| 24                                             |                           | Charles Picqué (1948)             |        | PS          | 8 april 2000      | 12 juli 2003      | Verhofstadt I                       | Minister van Wetenschappelijk Onderzoek |
| (22)                                           |                           | Yvan Ylieff (1941)                |        | PS          | 5 mei 2003        | 12 juli 2003      | Verhofstadt I                       | Minister toegevoegd aan de minister van Wetenschappelijk Onderzoek                                                                                            |
| 25                                             |                           | Fientje Moerman (1958)            |        | VLD         | 12 juli 2003      | 18 juli 2004      | Verhofstadt II                      | Minister van Wetenschapsbeleid |
| 26                                             |                           | Marc Verwilghen (1952)            |        | VLD         | 18 juli 2004      | 21 december 2007  | Verhofstadt II                      | Minister van Wetenschapsbeleid |
| niet ingevuld (21 december 2007-20 maart 2008) |                           |                                   |        |             |                   |                   |                                     | |
| 27                                             |                           | Sabine Laruelle (1965)            |        | MR          | 20 maart 2008     | 6 december 2011   | Leterme I, Van Rompuy en Leterme II | Minister van Wetenschapsbeleid |
| 28                                             |                           | Paul Magnette (1971)              |        | PS          | 5 december 2011   | 17 januari 2013   | Di Rupo                             | Minister van Wetenschapsbeleid |
| 29                                             |                           | Philippe Courard (1966)           |        | PS          | 17 januari 2013   | 15 september 2014 | Di Rupo                             | Staatssecretaris voor Wetenschapsbeleid |
| 30                                             |                           | Laurette Onkelinx (1958)          |        | PS          | 15 september 2014 | 11 oktober 2014   | Di Rupo                             | Minister belast met Wetenschapsbeleid |
| 31                                             |                           | Elke Sleurs (1968)                |        | N-VA        | 11 oktober 2014   | 24 februari 2017  | Michel I                            | Staatssecretaris voor Wetenschapsbeleid |
| 32                                             |                           | Zuhal Demir (1980)                |        | N-VA        | 24 februari 2017  | 9 december 2018   | Michel I                            | Staatssecretaris voor Wetenschapsbeleid |
| 33                                             |                           | Sophie Wilmès (1975)              |        | MR          | 9 december 2018   | 27 oktober 2019   | Michel II                           | Minister van Wetenschapsbeleid |
| 34                                             |                           | David Clarinval (1976)            |        | MR          | 27 oktober 2019   | 1 oktober 2020    | Wilmès I en II                      | Minister van Wetenschapsbeleid |
| 35                                             |                           | Thomas Dermine (1986)             |        | PS          | 1 oktober 2020    | 1 december 2024   | De Croo                             | Staatssecretaris voor Wetenschapsbeleid |
| 36                                             |                           | Pierre-Yves Dermagne (1980)       |        | PS          | 1 december 2024   | 3 februari 2025   | De Croo                             | Minister belast met Wetenschapsbeleid |
| 37                                             |                           | Vanessa Matz (1973)               |        | Les Engagés | 3 februari 2025   | heden             | De Wever                            | Minister belast met Federale Wetenschappelijke Instellingen                                                                                                   |